# Culture en Guadeloupe
Pour un article plus général, voir Guadeloupe.

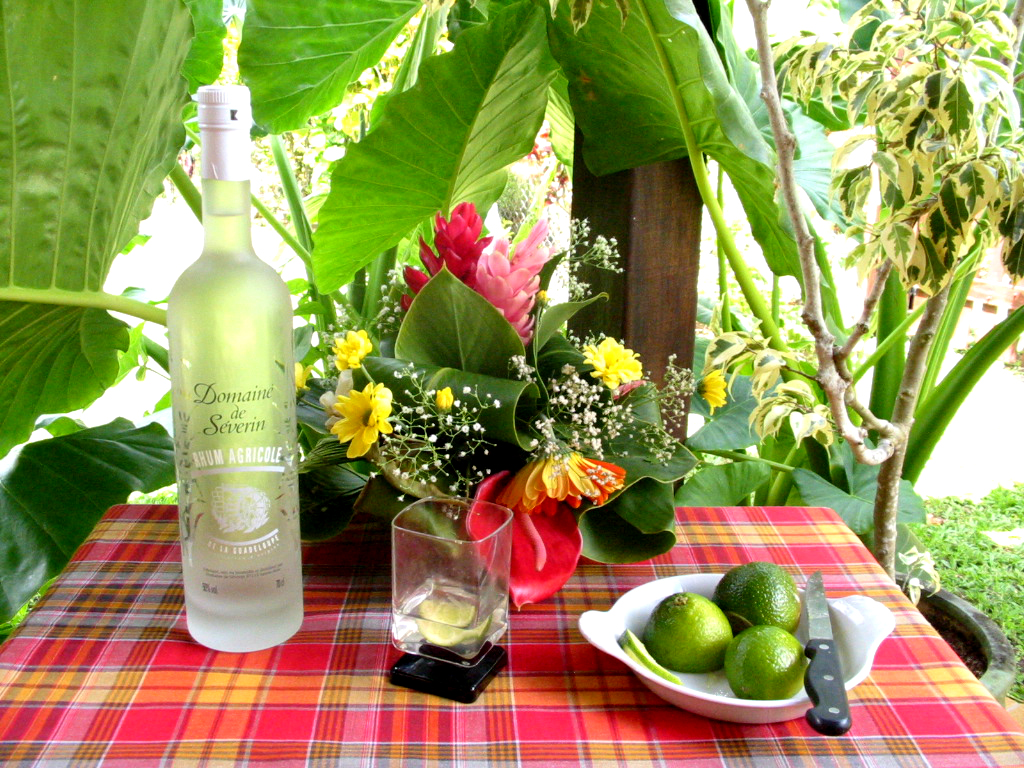
Le Ti-punch, un apéritif local.

La culture guadeloupéenne se caractérise par la diversité des pratiques culturelles observables de ses habitants (400 000, estimation 2018).
Elle est issue du mélange des différentes cultures qui la composent : culture africaine, culture indienne (indianité), culture sud-américaine, culture syro-libanaise... Ces influences se sont combinées avec la culture européenne.
Aujourd'hui, avec la mondialisation croissante, ces mélanges se font de plus en plus présents dans les domaines artistiques comme le théâtre, la musique, la cuisine, le cinéma, la littérature.

## Langues et populations
- Langues en Guadeloupe
- Français guadeloupéen
- Créole guadeloupéen
- Immigration indienne en Guadeloupe
- Population d'origine métropolitaine dans la France d'outre-mer

## Événements
- Route du Rhum
- Festival lokans
- Fête du crabe
- Festival Folklorique International Waldeck Rousseau
- Carnaval de Guadeloupe
- Carnaval de Marie-Galante, Carnaval en kabwèt de Marie-Galante
- Groupes de carnaval en Guadeloupe

## Arts visuels

### Peinture
- Jean-Baptiste Gibert (1803-1889), Guillaume Guillon Lethière (1760-1832)
- Michel Rovelas
- Auguste Rosy, Alain Caprice, Goody, Sandra Edwige, Antoine Nabajoth, Joël Nankin[1]

### Sculpture
- Sculpteurs guadeloupéens
  - Jacky Poulier (1951-), Michel Rovelas (1938-)

### Architecture
- Habitation agricole des Antilles et de Guyane
- Liste d'habitations dans les Antilles françaises
- Ali Tur (1889-1977)
- Lakou, type d'habitat ancien[2]

## Arts de scène

### Musique et danse
- Musique de Guadeloupe (en)
- Quadrille créole
- Gwoka, Bouladjel
- Kadans, Bèlè, Biguine (musique et danse)
- Zouk

### Théâtre
- Christian Antourel et Alvina Ruprecht, Brève histoire de la critique théâtrale en Martinique et en Guadeloupe, 2010
- Stéphanie Bérard, Théâtres des Antilles : Traditions et scènes contemporaines[3]
- Troupes : L'autre Bord, Julie Maudech, Compagnie Jean Josselin[4]
- Site Gens de la Caraïbe
- (en) Bridget Jones, Paradoxes of French Caribbean Theatre. An annotated Checklist of Dramatic Works: Guadeloupe, Guyane, Martinique from 1900, London, Roehampton Institute, 1997

### Cinéma
- Cinéma caribéen, Liste de films caribéens, List of Guadeloupan films (en)
- Liste de films tournés en Guadeloupe
- Festival régional et international du cinéma de Guadeloupe

### Télévision
- Séries télévisées se déroulant en Guadeloupe
- Séries télévisées tournées en Guadeloupe